# Gare de Bel-Air (Suisse)
Pour les articles homonymes, voir Gare de Bel-Air.
La gare de Bel-Air est une halte ferroviaire du chemin de fer Lausanne-Échallens-Bercher. Elle se situe à l'entrée du territoire de la commune de Lausanne, juste après le lieu-dit de Vernand-Dessous, dans le canton de Vaud, en Suisse. Elle est parfois nommée entièrement Bel-Air LEB pour éviter de la confondre avec la station Bel-Air des TL, qui se trouve au centre-ville de Lausanne.

## Situation ferroviaire
Établie à 605 mètres d'altitude, la gare de Bel-Air est située au point kilométrique (PK) 6,70 de la ligne Lausanne – Bercher (101), entre la gare de Vernand-Camarès et la gare de Cheseaux.

## Histoire
La station est construite en 1984 à la suite du réaménagement du carrefour entre le chemin de Praz-Lau et la route de Neuchâtel. Son bâtiment est du même type que celui qui équipa l'actuelle gare de Romanel jusqu'en 2011.

## Service des voyageurs

### Accueil
Point d'arrêt non géré, la halte dispose : d'un banc abrité et deux autres bancs métalliques non abrités, ainsi qu'un distributeur de billets CFF, un interphone d'urgence, un oblitérateur pour les cartes multicourses et un boîtier avec boutons-poussoirs pour demander l'arrêt du train sont présents comme pour la plupart des autres haltes. Elle est protégée par vidéosurveillance.

### Desserte
Bel-Air est desservie par des trains régionaux à destination de Bercher, d'Échallens et de Lausanne-Flon. 
En 2013, la halte compte une moyenne de 569 passagers par jour.

Installations
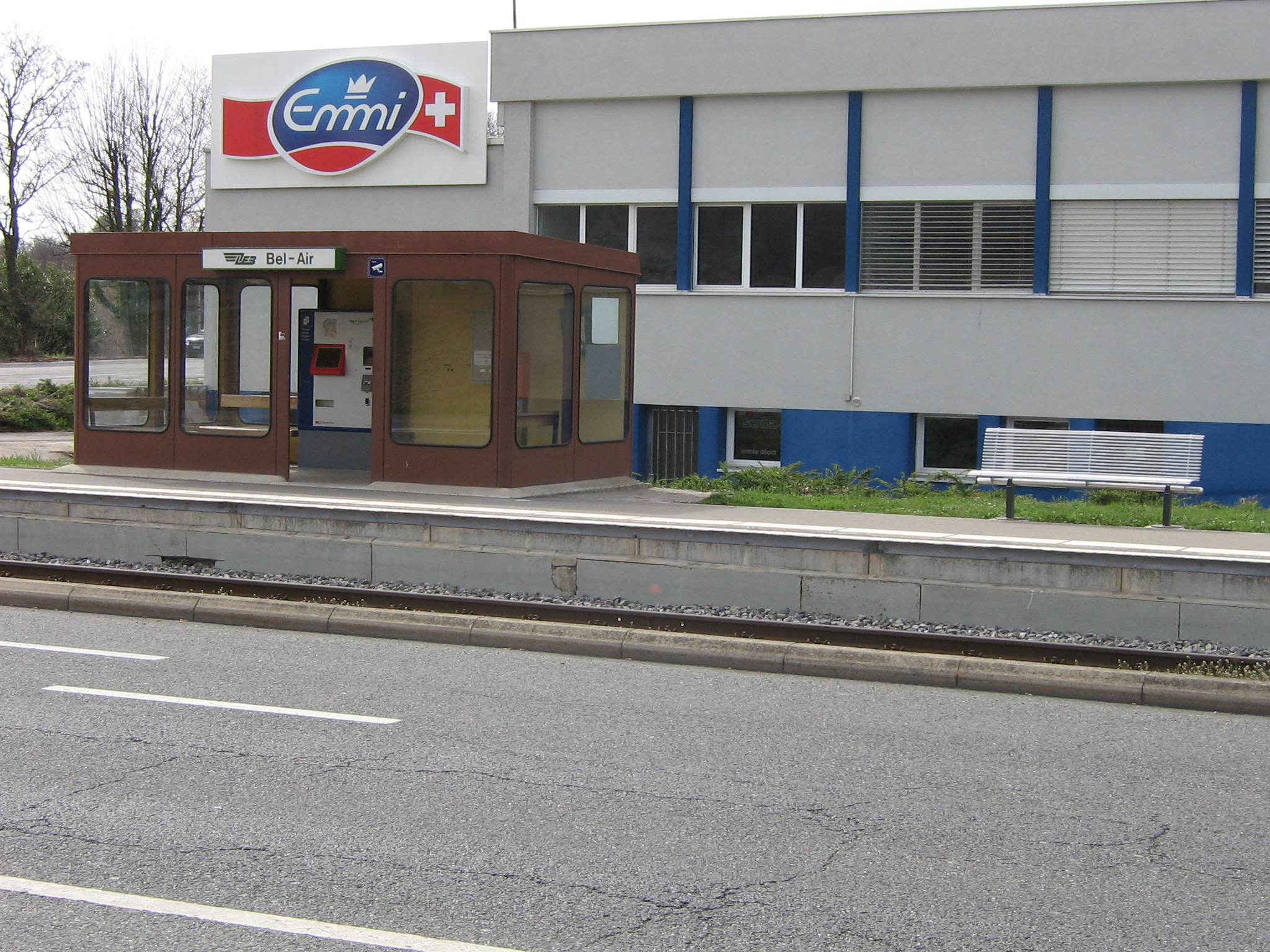
direction Praz-Lau.
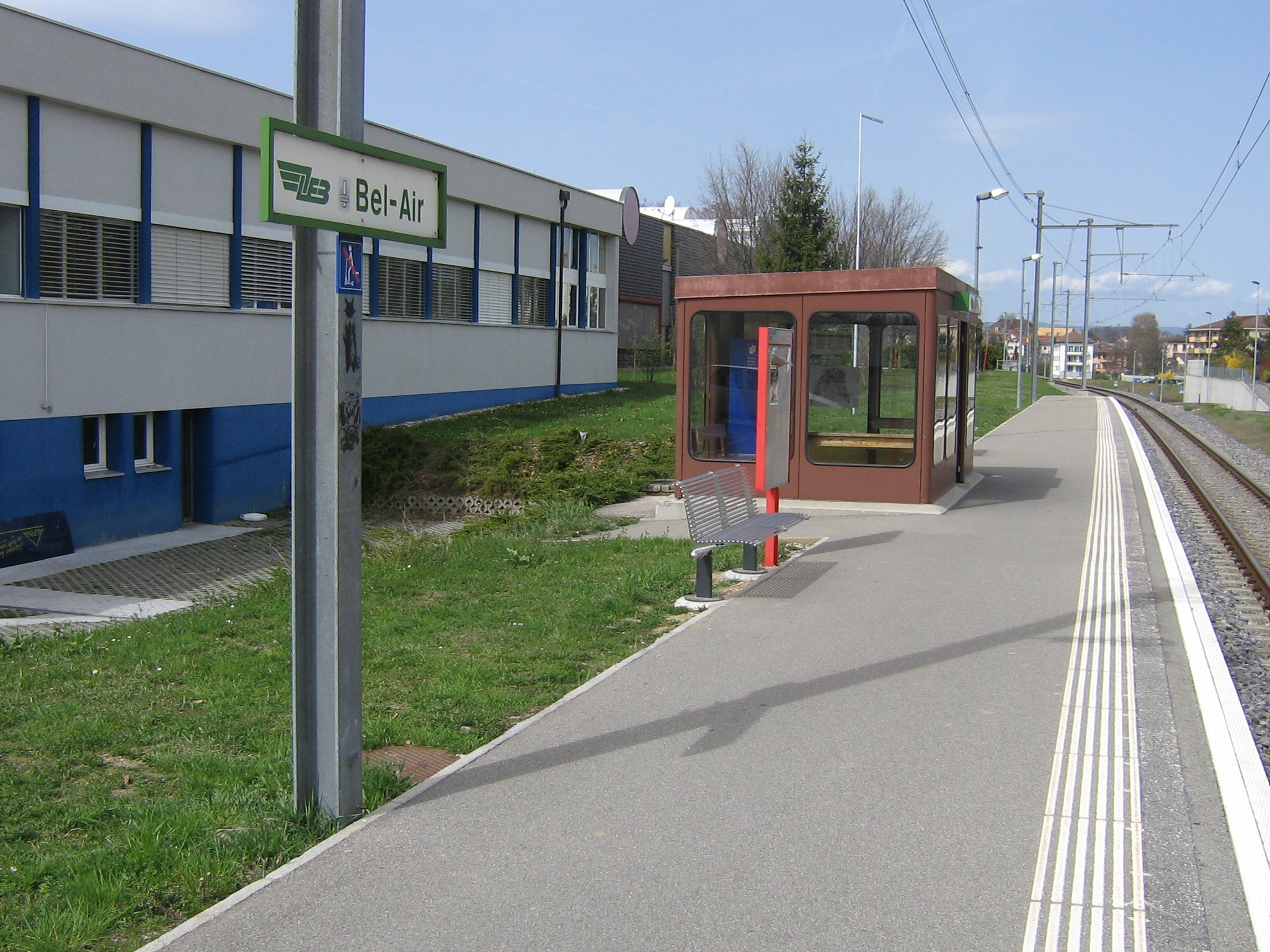
Direction Cheseaux-sur-Lausanne.